# Comté de Halifax (Nouvelle-Écosse)
Pour les articles homonymes, voir Comté de Halifax et Halifax.

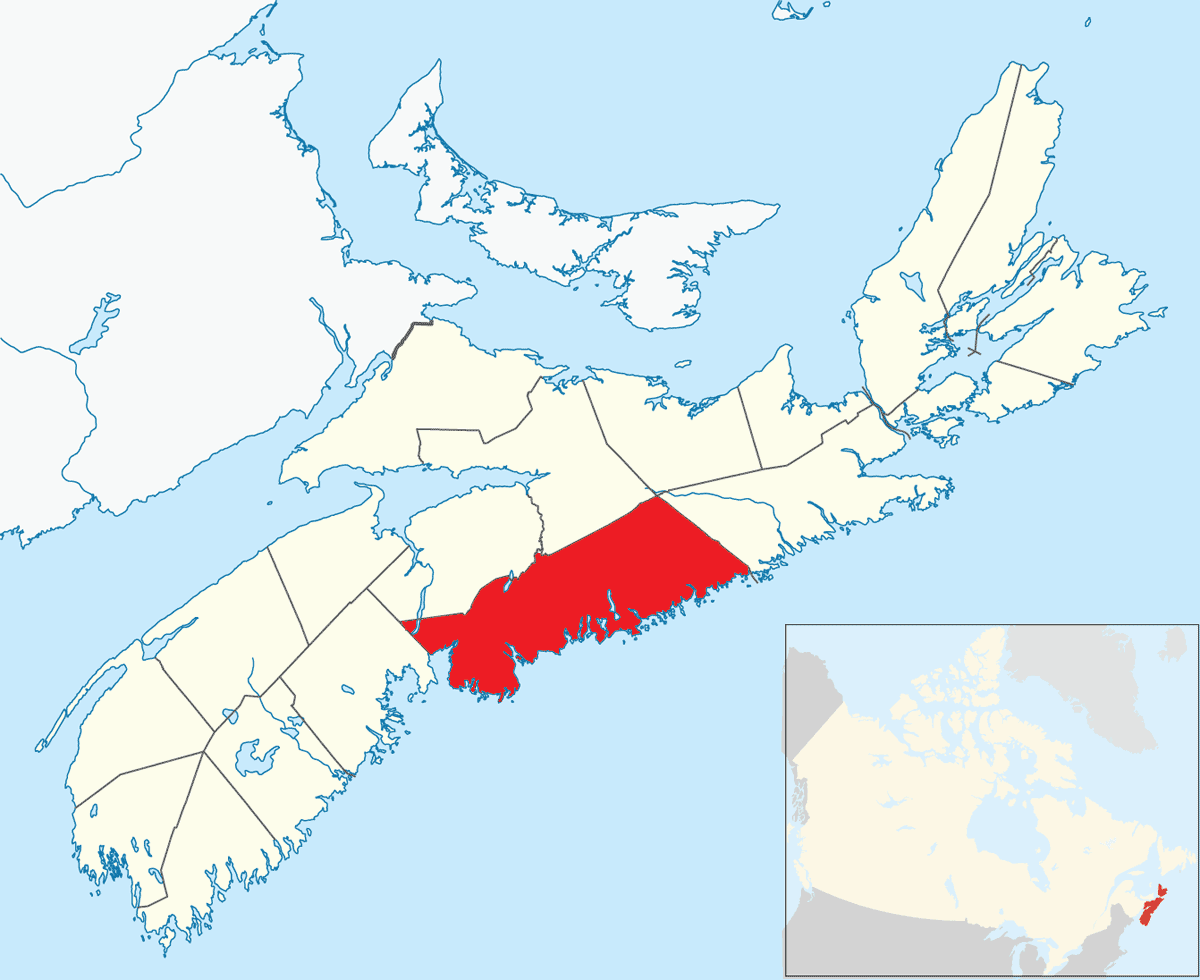
Localisation du comté de Halifax

Le comté de Halifax était un comté canadien situé dans la province de la Nouvelle-Écosse.

## Démographie
| 2001    | 2006    | 2011    | 2016    |
| ------- | ------- | ------- | ------- |
| 359 183 | 372 858 | 390 328 | 403 390 |